# Rock Bones
Rock Bones fue una banda argentina del Rock alternativo y del Pop punk, originaria de Buenos Aires, Argentina. La banda surgió en 2010 de la serie de televisión Peter Punk de Disney XD. La banda estuvo formada originalmente por Juan Ciancio, Gastón Vietto y Guido Pennelli.
En serie Peter Punk, sus integrantes son los mismos, Juan Ciancio (Peter), Gastón Vietto (Mateo) y Guido Pennelli (Sebastián), pero también se le suman Franco Masini (Iván) y Lucía Pecrul (Lola), con un total de 5 integrantes en la ficción.

## Carrera profesional
Durante 2011, la banda trascendió la ficción y editó Peter Punk. El disco que contenía 12 temas de la serie, que incluían los primeros hits de los Rock Bones como Superrealidad, Somos Invencibles y Mi Verdad, entre otros. El primer disco Peter Punk fue galardonado con disco de oro por las más de 20 mil copias vendidas en España. Con este álbum realizaron sus primeros show en Argentina (Teatro Gran Rex), Chile (Movistar Arena y Teatro Teletón), Bolivia (Sonilum), Paraguay (Jockey Club), y México (Lunario), mediante los festivales de Radio Disney. Además por este álbum, la banda fue nominada al Premio Carlos Gardel 2012 como “Mejor banda de sonido de TV”. A principios de 2012 fueron teloneros de Selena Gomez & the Scene en su presentación en el Movistar Arena de Chile.
El 31 de marzo de 2012, dieron su primer concierto en Argentina para una serie de presentaciones en el Teatro Gran Rex. El 6 de octubre de 2012, fueron teloneros con Eme 15 de Big Time Rush y The Wanted en el Teens Live Festival en Argentina.
En marzo de 2013, se estrena la segunda temporada de Peter Punk en Argentina y sale a la venta el segundo álbum de estudio de la banda que se llamó Paso el tiempo, y su corte de difusión fue la canción "Paso el tiempo". El álbum logró posicionarse top 3 de ventas en Argentina. El mismo salió a la venta el 5 de marzo de 2013 y para su presentación oficial se hicieron 2 shows en el Gran Rex, el 23 y 24 de marzo de este mismo año. En junio visitan nuevamente Chile, esta vez con un show propio en el Movistar Arena. En julio comienzan una nueva gira nacional, pasando por varias ciudades de Argentina. El 10 de diciembre de 2013 fueron a Orlando, Florida, Estados Unidos para tocar en el Magic Kingdom. Este fue el primer concierto fuera de Latinoamérica que tuvieron. Al mismo tiempo este fue su último concierto como Rock Bones, ya que Peter Punk no tuvo tercera temporada y los integrantes formaron una nueva banda en 2014 llamada Primantes. 
En julio de 2025, Juan Ciancio publicó un video en su cuenta de Instagram cantando la canción “Paso el Tiempo”, unos días después en un live por la misma plataforma le preguntaron sobre una posible reunión de Rock Bones, a lo que el contesto que con Gastón Vietto habían conversado del tema, pero que aún era incierto.

## Miembros
- Juan Ciancio — Voz principal, bajo
- Gastón Vietto — Guitarra, corista
- Guido Pennelli — Batería, corista

## Discografía

### Álbumes de estudio
| Título         | Detalles del álbum                                                                                    |
| -------------- | --- |
| Peter Punk     | - Publicado: 19 de julio de 2011 - Discográfica: Walt Disney Records - Formatos: CD, Descarga digital |
| Paso el tiempo | - Publicado: 5 de marzo de 2013 - Discográfica: Walt Disney Records - Formatos: CD, Descarga digital  |

### Sencillos
| «Superrealidad»                                                        | 2011 | —  | Peter Punk     |
| «Boys Don't Cry»                                                       | 2011 | —  | Peter Punk     |
| «Familia Punk»                                                         | 2011 | —  | Peter Punk     |
| «Somos invencibles»                                                    | 2011 | —  | Peter Punk     |
| «Mi verdad»                                                            | 2011 | 20 | Peter Punk     |
| «Mi perdición»                                                         | 2012 | —  | Peter Punk     |
| «Paso el tiempo»                                                       | 2013 | 7  | Paso el tiempo |
| «BB»                                                                   | 2013 | —  | Paso el tiempo |
| «Tonight»                                                              | 2013 | —  | Paso el tiempo |
| «familia pop »                                                         | 2014 | —  | Paso el tiempo |
| "—" significa que la canción no fue lanzada o no apareció en la lista. |      |    |                |

### Otras apariciones
| Título                                   | Año  | Álbum                                                           |
| ---------------------------------------- | ---- | --------------------------------------------------------------- |
| «Verano»                                 | 2012 | Phineas y Ferb: A través de la segunda dimensión en fabuloso 2D |
| «Mi perdición» (con Martina Stoessel)    | 2012 | Cantar es lo que soy                                            |
| «A los 4 vientos» (con Martina Stoessel) | 2013 | Violetta en vivo                                                |

### Videos musicales
| Superrealidad»      | 2010                        | Desconocido                  |                                                               |                                                                                     |      |                                      |                                  |                  |      |  |
| «Boys Don't Cry»    | 2011                        | Cover de The Cure            |                                                               |                                                                                     |      |                                      |                                  |                  |      |  |
| «Somos invencibles» | 2011                        | SCOPE="ROW"/ ← FAMILIA POP → | SCOPE="ROW"/ ← ESTE ES MI LUGAR → SCOPE="ROW"/ ← BURBUJAS. →. | SCOPE="ROW"/ ← MI VERDAD→ SCOPE="ROW"/ ← FAMILIA PUNK→ scope="row"\| «Mi perdición» | 2012 | Con la colaboración de la banda Cine | SCOPE="ROW"/ < NO VOY A CAMBIAR> | «Paso el tiempo» | 2013 |  |
| «BB»                | SCOPE="ROW"/ <PARA SIEMPRE> | <NUBES DE ALGODÓN>           | «Tonight»                                                     |                                                                                     |      |                                      |                                  |                  | 2013 |  |

## Premios y nominaciones
| Año  | Premio                | Categoría                                        | Receptor   | Por        | Resultado |
| ---- | --------------------- | ------------------------------------------------ | ---------- | ---------- | --------- |
| 2012 | Premios Carlos Gardel | Mejor álbum banda de sonido de cine / televisión | Rock Bones | Peter Punk | Nominado  |
| 2013 | Premios TKM           | Mejor banda                                      | Rock Bones | -          | Nominado  |